# ألكسندر فوينوف
ألكسندر فوينوف هو لاعب كرة قدم روسي في مركز الوسط، ولد في 28 أكتوبر 1993. لعب مع أفانجارد كورسك.